# Wyeomyia scotinomus
Wyeomyia scotinomus är en tvåvingeart som först beskrevs av Dyar och Frederick Knab 1907.  Wyeomyia scotinomus ingår i släktet Wyeomyia och familjen stickmyggor. Inga underarter finns listade i Catalogue of Life.